# Jim Carrey
James Eugene Carrey (sinh ngày 17 tháng 1 năm 1962; nghệ danh là Jim Carrey) là một nam diễn viên, danh hài, biên kịch và nghệ sĩ người Mỹ gốc Canada. Ông nổi tiếng với trường phái diễn xuất slapstick giàu sức sống.
Carrey lần đầu được công nhận tại Mỹ sau khi giành được một vai diễn định kỳ trong sê-ri truyền hình hài tạp kỹ mang tên In Living Color. Những vai diễn chính đầu tiên trong phim điện ảnh của Carrey đến trong các bộ phim Ace Ventura: Pet Detective (1994), Dumb and Dumber (1994), The Mask (1994) và Ace Ventura: When Nature Calls (1995), bên cạnh đó là màn hóa thân nhân vật Riddler trong Batman Forever (1995) và vai chính trong Liar Liar (1997). Ông thu hút sự chú ý nhờ diễn các vai nghiêm túc trong The Truman Show (1998) và Man on the Moon (1999) – mỗi tác phẩm đều đem về cho ông một giải Quả cầu vàng cho nam diễn viên chính xuất sắc nhất.
Trong thập niên 2000, ông ngày càng được đón nhận với màn hóa thân vai Grinch trong How the Grinch Stole Christmas và vai diễn trong Me, Myself & Irene (cả hai đều ra mắt năm 2000), cũng như các tác phẩm Bruce Almighty (2003), Eternal Sunshine of the Spotless Mind (2004) – bộ phim giúp ông nhận đề cử giải BAFTA cho nam diễn viên chính xuất sắc nhất, Lemony Snicket's A Series of Unfortunate Events (2004), Fun with Dick and Jane (2005), Yes Man (2008), Horton Hears a Who! (2008) và A Christmas Carol (2009).
Trong thập kỷ 2010, Carrey tham gia diễn trong Mr. Popper's Penguins (2011), The Incredible Burt Wonderstone (2013), Kick-Ass 2 (2014) và trở lại đóng vai Lloyd Christmas trong Dumb and Dumber To (2014). Kể từ năm 2018, ông đóng Jeff Piccirillo trong loạt phim truyền hình Kidding của đài Showtime và Dr. Robotnik trong Nhím Sonic (2020) và phần tiếp theo của nó Nhím Sonic 2 (2022).

## Đầu đời
Jim Carrey sinh ra tại khu ngoại ô Toronto của Newmarket, Ontario, Canada. Ông là con trai của ông Percy Carrey – một nhạc sĩ kiêm kế toán viên và bà Kathleen (nhũ danh Oram) – một người nội trợ. Ông được nuôi lớn theo đạo Công giáo có ba người anh/chị là John, Patricia và Rita. Mẹ ông có gốc gác Pháp, Ireland và Scotland trong khi cha ông có tổ tiên là người Canada gốc Pháp (họ gốc tổ tiên của ông là Carré).
Năm lên 10 tuổi, ông viết một bức thư gửi cho Carol Burnett, người chủ trì show truyền hình The Carol Burnett Show nói rằng ông là một bậc thầy trong khoản bắt chước và nên được cân nhắc cho một vai trong chương trình; ông vô cùng mừng rỡ khi nhận được thư phản hồi. Là một người hâm mộ chương trình truyền hình Monty Python's Flying Circus của nhóm danh hài Monty Python phát sóng ở thập niên 1970, năm 2014 Carrey xuất hiện trên Monty Python's Best Bits (Mostly) và gợi nhớ lại cảnh nhân vật Ernest Scribbler (thủ vai bởi Michael Palin) tự cười đến chết trong show tạp kỹ "The Funniest Joke in the World".

## Sự nghiệp

### Khởi nghiệp
Trong khi Carrey vật lộn để kiếm việc làm và tạo dựng tên tuổi cho chính mình, cha ông đã cố gắng giúp đỡ chàng danh hài trẻ gắn bó với nghiệp sân khấu khi lái xe chở con trai đến Toronto để ra mắt tại câu lạc bộ hài kịch Yuk Yuk's. Những màn diễn bắt chước của Carrey gặp thất bại ê chề và khiến ông hoài nghi về khả năng trở thành một diễn viên chuyên nghiệp. Tình cảnh kinh tế bi đát của gia đình càng cản trở họ hỗ trợ cho những tham vọng của Carrey.

### 1994–1997: Vươn tầm nổi tiếng
Carrey đóng các vai chính trong Ace Ventura: Pet Detective, Dumb and Dumber và The Mask (tất cả đều phát hành năm 1994). Dumb and Dumber gặt hái thành công về mặt thương mại với doanh thu toàn thế giới là hơn 270 triệu USD. Ông còn nhận đề cử giải Quả cầu vàng cho nam diễn viên phim ca nhạc/hài xuất sắc nhất đầu tiên nhờ diễn xuất trong The Mask.

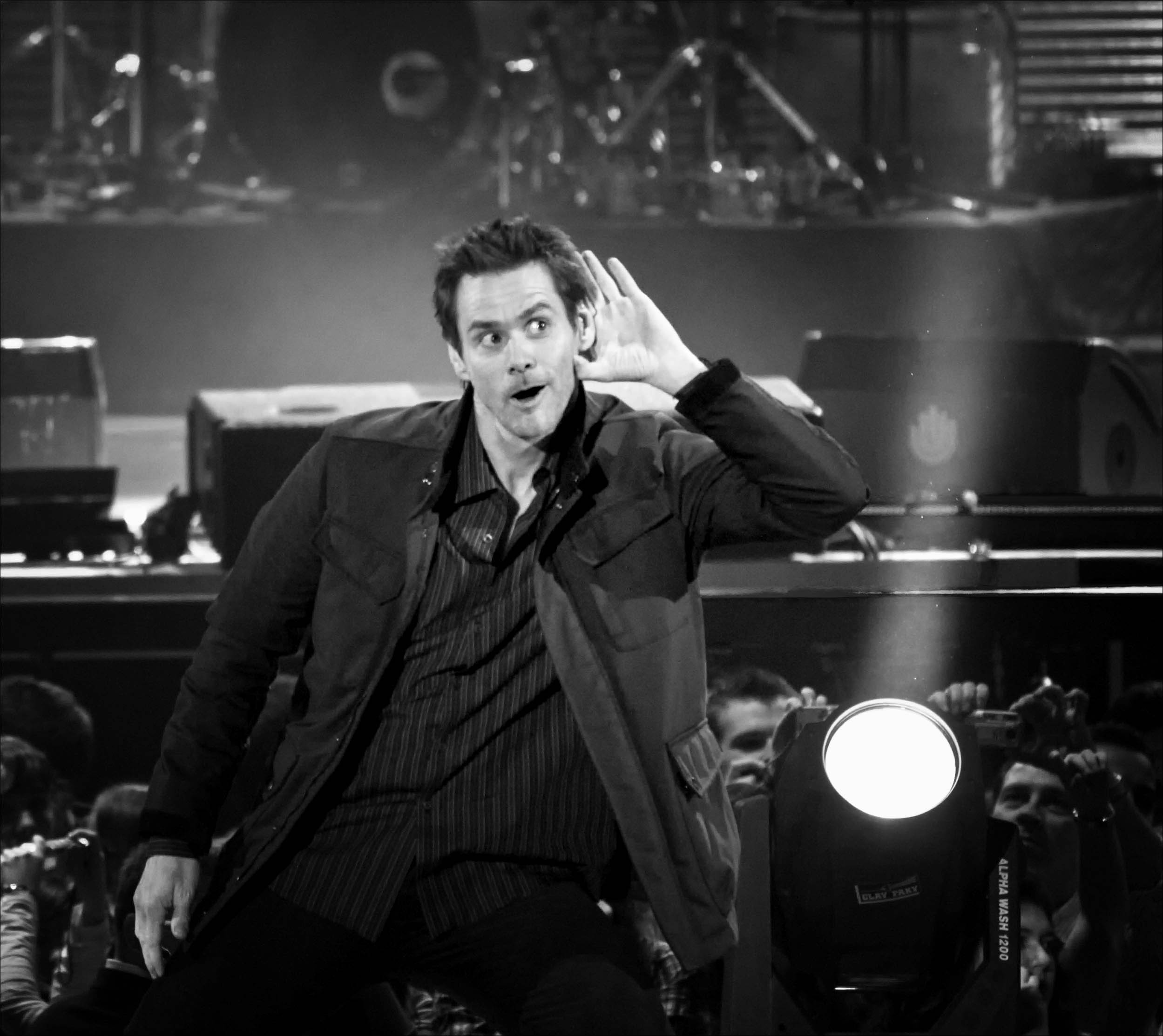
Carrey tại Madrid, Tây Ban Nha vào ngày 13 tháng 9 năm 2008

Carrey còn thủ vai Riddler, nhân vật phản diện của Batman trong tác phẩm siêu anh hùng Batman Forever (1995) của đạo diễn Joel Schumacher. Bộ phim nhận được những đánh giá trái chiều nhưng lại thành công ở phòng vé. Ông tiếp tục trở lại với vai Ace Ventura trong phim Ace Ventura: When Nature Calls công chiếu vào năm 1995. Giống như phần đầu tiên, phim được khán giả đón nhận nồng nhiệt nhưng bị giới phê bình chê bai thậm tệ. Tác phẩm đã gặt hái thành công khổng lồ ở phòng vé khi thu về 212 triệu USD toàn cầu bên cạnh phá vỡ một số kỷ lục với doanh thu mở màn dịp cuối tuần là 40 triệu USD.
Carrey kiếm về 20 triệu USD nhờ tham gia bộ phim kế tiếp mang tên The Cable Guy (1996) được đạo diễn bởi Ben Stiller. Đây là một tác phẩm thuộc thể loại hài kịch đen và châm biếm, trong đó nam diễn viên thủ vai một nhân viên lắp truyền hình cáp cô đơn và hay hăm dọa, người thâm nhập vào cuộc sống của một trong những khách hàng của mình (thủ vai bởi Matthew Broderick). Vai diễn này tách xa khỏi hình tượng những nhân vật "thiếu may mắn, quá khích và cả tin" làm nên thương hiệu của ông. Tuy nhiên đa số phê bình gia không tán thưởng vai này khi nhiều người phản ứng với tông giọng thay đổi của Carrey so với các tác phẩm trước.

### 1998–2006: Tán dương từ giới phê bình
Năm kế tiếp ông quyết định giảm thu nhập để đóng vai nhân vật nghiêm túc, Truman Burbank trong bộ phim hài–chính kịch đề tài châm biếm The Truman Show (1999). Tác phẩm được ca tụng hết lời và mang về Carrey vô vàn lời khen từ truyền thông quốc tế, dẫn đến nhiều người tin rằng ông sẽ giành được một đề cử Oscar. Cuối cùng ông đã giành chiến thắng giải Quả cầu vàng đầu tiên cho nam diễn viên phim ca nhạc/hài xuất sắc nhất. The Truman Show cũng gặt hái thành công về mặt thương mại khi thu về 264 triệu USD khắp thế giới so với kinh phí 60 triệu USD. Một nhà phê bình của Film4 nhận xét rằng bộ phim "cho phép Carrey vươn ra khỏi thể loại hài kịch" và nói thêm rằng màn thể hiện của anh là "một màn châm biếm vui nhộn và hấp dẫn ngoài sức tưởng tượng".
Năm 2000, Carrey tái hợp với anh em nhà Farrelly – những người từng chỉ đạo ông diễn trong Dumb and Dumber – để tham gia dự án phim hài kịch đen Me, Myself & Irene; đây là một tác phẩm nhận được những đánh giá trái chiều nhưng vẫn thành công ở thị trường phòng vé. Carrey vào vai một quân nhân tên là Charlie Baileygates, một kẻ đa nhân cách và đem lòng yêu một người phụ nữ (đóng bởi Renée Zellweger). Cùng năm đó, Carrey góp mặt trong bộ phim điện ảnh Giáng Sinh có doanh thu cao thứ hai mọi thời đại, How the Grinch Stole Christmas với vai nhân vật cùng tên Grinch, giúp ông nhận được cả lời tán dương lẫn chỉ trích của giới phê bình và có thêm một đề cử Quả cầu vàng nữa.
Năm 2004, Carrey tham gia đóng chính trong Eternal Sunshine of the Spotless Mind (2004). Bộ phim nhận cơn mưa lời khen ở thời điểm công chiếu. Các nhà phê bình tán dương hết lời màn hóa thân của Carrey trong vai Joel Barish bên cạnh màn thể hiện của bạn diễn Kate Winslet, người nhận một đề cử Oscar năm đó. Theo phê bình gia Paul Clinton của CNN, màn thể hiện của Carrey là "diễn xuất hay nhất, trưởng thành và tập trung sâu sắc nhất từ trước đến nay" của nam diễn viên. Carrey nhận thêm một đề cử Quả cầu vàng nữa cũng như đề cử đầu tiên của giải BAFTA cho nam diễn viên chính xuất sắc nhất.

### 2007–nay
Năm 2007, Carrey tái hợp với Joel Schumacher, vị đạo diễn của Batman Forever cho dự án The Number 23 (2007), một tác phẩm có màu sắc giật gân tâm lý với sự tham gia diễn xuất của Virginia Madsen và Danny Huston. Trong phim Carrey vào vai một người đàn ông bị ám ảnh với con số 23, sau khi tìm thấy một cuốn sách về một người đàn ông khác cùng có nỗi ám ảnh tương tự. Bộ phim bị giới phê bình chê bai. Năm kế tiếp Carrey lồng tiếng cho Dr. Seuss trong Horton Hears a Who! (2008). Carrey còn lồng tiếng cho cả chú voi đáng yêu bằng công nghệ CGI; phim đã nhận được nhiều đánh giá tích cực và lôi kéo một nhóm đối tượng khán giả là gia đình đến rạp. Phim còn gặt hái thành công tại phòng vé với doanh thu toàn cầu hơn 290 triệu USD.
Carrey trở lại với dòng phim người đóng hài hước khi cùng Zooey Deschanel và Bradley Cooper diễn xuất trong Yes Man (2008). Carrey hóa thân vào vai một người đàn ông đăng ký tham dự một chương trình tự lực cánh sinh, dạy cho anh ta cách nói đồng ý với tất cả mọi thứ. Mặc dù nhận nhiều đánh giá trái chiều, Rene Rodriquez của báo The Miami Herald nhận định, "Yes Man vẫn ổn giống như các bộ phim hài đặc trưng của Jim Carrey, nhưng nó thậm chí còn hay hơn cả một câu chuyện tình yêu chỉ diễn ra để làm bạn cười." Thành tích của phim tại phòng vé rất tốt khi kiếm về 225 triệu USD toàn thế giới.

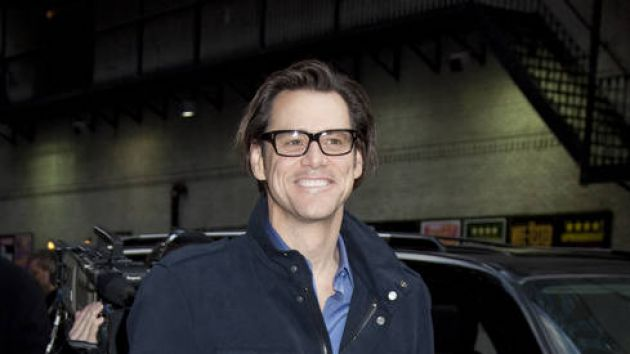
Carrey dạo bước đến Nhà hát Ed Sullivan, địa điểm tổ chức Late Show with David Letterman năm 2010

Lần đầu tiên trong sự nghiệp của mình, Carrey diễn nhiều nhân vật trong phim A Christmas Carol (2009) – tác phẩm hoạt hình 3D của hãng Disney lấy từ câu chuyện cổ tích kinh điển của Charles Dickens, ông lồng tiếng Ebenezer Scrooge, Hồn ma Giáng sinh quá khứ, hiện tại và tương lai. Phim do Robert Zemeckis làm đạo diễn và có sự góp mặt của Robin Wright Penn, Bob Hoskins, Colin Firth, Gary Oldman và Cary Elwes. Tác phẩm đón nhận phản hồi khá tốt và lại gặt hái thành công về doanh thu. Carrey còn đảm nhận vai chính trong Mr. Popper's Penguins (2011), lần này ông đóng Thomas "Tom" Popper Jr – một nhà môi giới trở thành người chăm sóc cho cả bầy chim cánh cụt. Phim lại nhận được những đánh giá trái chiều lúc ra rạp.

## Đời tư
Carrey từng bị mắc chứng trầm cảm và phải dùng prozac để điều trị. Ông cho biết mình không còn sử dụng bất kì loại thuốc hay chất kích thích nào, kể cả cà phê. Ông nhận quốc tịch Mỹ vào tháng 10 năm 2004 và sở hữu hai quốc tịch Mỹ và Canada - quê hương ông.

### Quan hệ

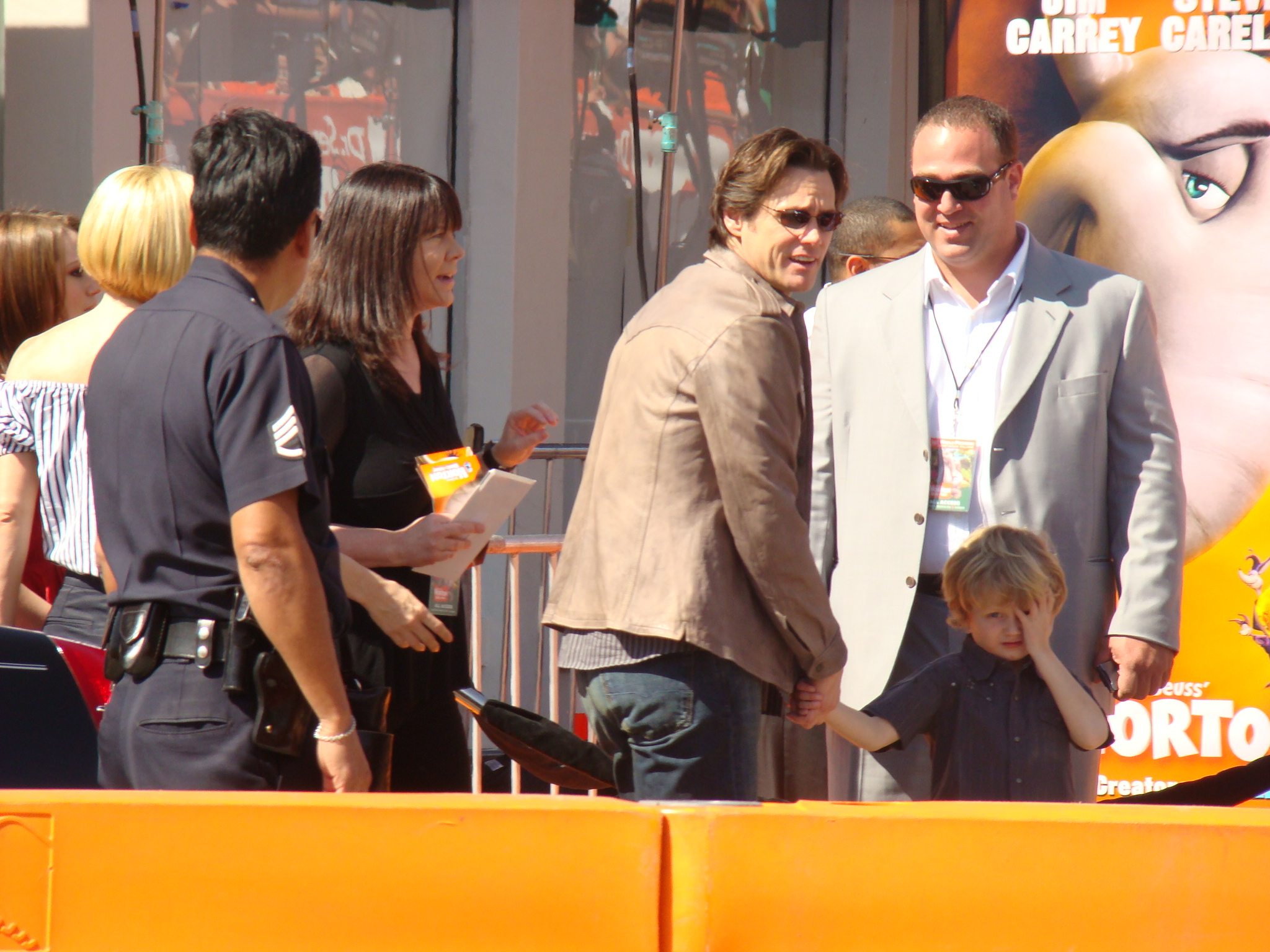
Carrey cùng gia đình ông trong lễ ra mắt phim Horton Hears a Who! vào năm 2008.

Năm 1983, Carrey hẹn hò nữ ca sĩ Linda Ronstadt trong 8 tháng. Ông từng trải qua hai đời vợ. Lần đính hôn đầu tiên của ông là với Melissa Womer, một cựu diễn viên và làm bồi bàn cho câu lạc bộ Comedy Store, ông kết hôn với cô từ ngày 28 tháng 3 năm 1987. Con gái của họ tên là Jane Erin Carrey ra đời ngày 6 tháng 9 năm 1987. Jane còn là một thí sinh dự cuộc thi American Idol năm 2012. Carrey và Womer ly dị vào năm 1995.
Một năm sau vào ngày 23 tháng 9 năm 1996, ông cưới bạn diễn đóng chung với mình trong phim Dumb and Dumber Lauren Holly; cuộc hôn nhân kéo dài chưa đến 1 năm. Vào cuối thập kỷ 1990 và đầu thập kỷ 2000, Carrey có một mối tình lãng mạn nhưng ngắn ngủi với bạn diễn Renée Zellweger trong phim Me, Myself and Irene, họ đính hôn từ năm 1999 đến 2000.
Carrey gặp gỡ nữ diễn viên kiêm người mẫu Jenny McCarthy vào năm 2005 và công khai quan hệ vào tháng 6 năm 2006. Tháng 4 năm 2010 cả hai quyết định chia tay. Mặc dù đã đường ai nấy đi và vẫn truyền thông soi mói, tháng 10 năm 2004 McCarthy cho biết "Jim và tôi vẫn là bạn tốt của nhau".
Ngày 28 tháng 9 năm 2015, bạn gái cũ của Carrey là Cathriona White – một người gốc County Tipperary, Ireland – bị phát hiện tử vong vì dùng thuốc toa quá liều, sau đó cơ quan khám nghiệm tử thi của quận LA xác định đó là một vụ tự vẫn. Cặp đôi lần đầu gặp nhau vào năm 2012. Carrey là một trong đoàn người hộ tống quan tài tại lễ tang của cô tổ chức ở Cappawhite, County Tipperary, Ireland.

### Vụ kiện tử vong bất đáng
Ngày 19 tháng 6 năm 2016, Mark Burton – chồng bạn gái cũ của Carrey, Cathriona White từ năm 2013 đến khi cô qua đời – đâm đơn kiện Carrey gây tử vong bất đáng. Anh này cho rằng nam diễn viên đã sử dụng "địa vị người nổi tiếng và giàu có" của mình để mua và phân phối trái phép các loại thuốc toa liên quan đến cái chết của cô. Carrey đưa ra tuyên bố vào ngày kế tiếp: "Thật xấu hổ đến mức khủng khiếp. Sẽ dễ dàng cho tôi nếu tôi vào phòng kín với luật sự của người đàn ông này và xóa tan mọi chuyện, nhưng có một vài khoảnh khắc trong đời khi bạn phải đứng lên và bảo vệ danh dự của mình khỏi cái ác trong thế giới này. [...] Tôi thật sự hi vọng rằng rồi sớm muộn một ngày nào đó, mọi người sẽ ngừng nỗ lực kiếm lời từ cách này và để cô ấy yên nghỉ." Tháng 10 năm 2016, mẹ của White là bà Brigid Sweetman cũng đâm đơn kiện Carrey gây tử vong bất đáng.

### Quan điểm chính trị và tâm linh
Carrey là người có đức tin và ủng hộ thứ được gọi là "luật hấp dẫn". Trong một buổi phỏng vấn với Oprah Winfrey vào ngày 17 tháng 2 năm 1997, ông tiết lộ rằng trong lúc vật lộn theo nghiệp diễn, ông sử dụng kĩ thuật tưởng tượng để làm chỗ dựa tinh thần cho công việc. Ông còn cho biết mình từng có một giấc chiêm bao rằng ông được một người trao tấm séc trị giá 10 triệu USD cho "dịch vụ diễn xuất", 7 năm sau ông nhận được tấm séc 10 triệu USD nhờ vai diễn trong phim Dumb and Dumber.

## Danh sách phim
- Rubberface (1981)
- The Sex and Violence Family Hour (1983)
- All in Good Taste (1983)
- Copper Mountain (1983)
- Finders Keepers (1984)
- Once Bitten (1985)
- Peggy Sue Got Married (1986)
- The Dead Pool (1988)
- Earth Girls Are Easy (1989)
- Doing Time on Maple Drive (1992)
- Ace Ventura: Pet Detective (1994)
- The Mask (1994)
- Dumb and Dumber (1994)
- Batman Forever (1995)
- Ace Ventura: When Nature Calls (1995)
- The Cable Guy (1996)
- Liar Liar (1997)
- The Truman Show (1998)
- Man on the Moon (1999)
- Me, Myself & Irene (2000)
- How the Grinch Stole Christmas (2000)
- The Majestic (2001)
- Bruce Almighty (2003)
- Eternal Sunshine of the Spotless Mind (2004)
- Lemony Snicket's A Series of Unfortunate Events (2004)
- Fun with Dick and Jane (2005)
- The Number 23 (2007)
- Horton Hears a Who! (2008) (lồng tiếng)
- Yes Man (2008)
- I Love You Phillip Morris (2009)
- A Christmas Carol (2009)
- Mr. Popper's Penguins (2011)
- The Incredible Burt Wonderstone (2013)
- Kick-Ass 2 (2013)
- Dumb and Dumber To (2014)
- The Bad Batch (2016)
- Dark Crimes (2016)
- Kidding (phim truyền hình 2018)
- Nhím Sonic (2020)
- Nhím Sonic 2 (2022)